# Hiller UH-12 Raven

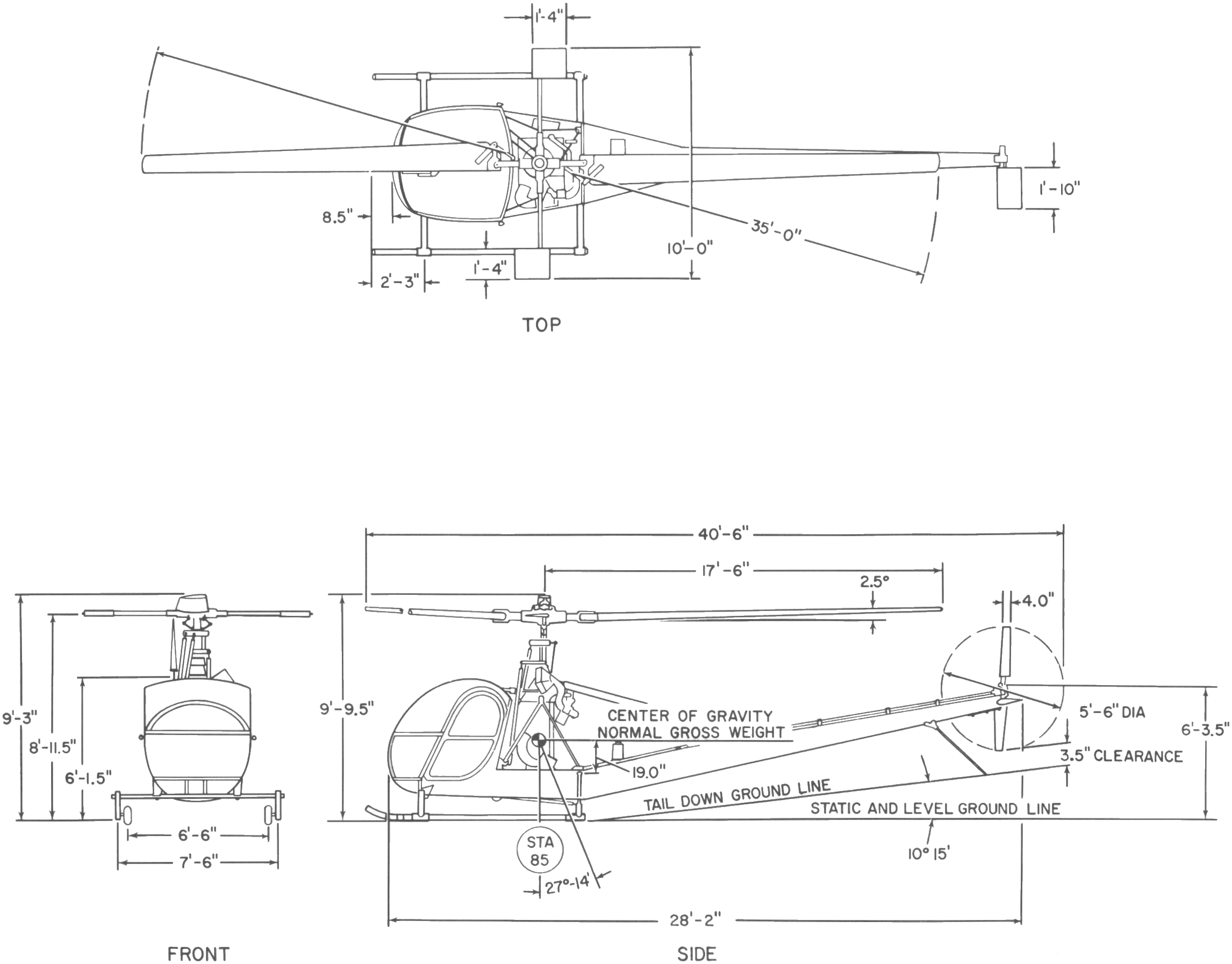
Hiller H-23 Raven

Le Hiller UH-12 Raven est un hélicoptère militaire polyvalent américain des années 1950. L'UH-12 était connu dans l'US Army sous la désignation de H-23.

## Origines

### Historique
En 1947, à peine United Helicopter, la raison sociale de la branche voilures tournantes de Hiller Aircraft Company, était elle formée à Palo Alto que ses ingénieurs, avec en premier lieu Stan Hiller le fondateur, se lancèrent dans le développement d'un hélicoptère léger destiné tout autant aux militaires américains qu'aux clients civils. 
L'idée de Hiller était de fournir un appareil biplace polyvalent capable de remplir aussi bien des missions de soutien que de liaisons, voire de transport léger. Le premier prototype de l'appareil fut désigné Hiller Model 360.
Après un premier vol survenu en janvier 1948 l'appareil fut fortement modifié notamment au niveau du cockpit, son moteur changé, et finalement sa désignation également. De Model 360 il devint Hiller UH-12, la désignation sous laquelle il fut commercialisé, avec comme surnom Raven, soit corbeau en français.
En 1949 l'appareil fit l'objet d'une première commande de l'armée américaine sous la forme d'un hélicoptère de présérie YH-23. La marine américaine s'intéressa également à l'appareil et commanda également une machine en tant que HTE.
Finalement l'US Army et l'US Navy achetèrent respectivement 888[Quand ?] et 52 exemplaires qu'ils utilisèrent durant plus de vingt ans pour des tâches aussi différentes que l'entraînement, les liaisons aériennes, le transport de personnalités, les évacuations sanitaires, ou encore la surveillance de certains sites sensibles. L'inventaire de l’US Army compte 941 CH-41D et G en 1973 . De son côté l'US Air Force fit l'acquisition de seulement cinq appareils pour évaluation.
Le Hiller UH-12 fut également massivement exporté, tant militairement que pour des clients privés. Certains d'entre eux participèrent notamment à des engagements extérieurs. Au total ce sont une vingtaine de pays différents, qui en dehors des États-Unis firent un usage militaire, paramilitaire, ou public de cet hélicoptère.

### Engagements
Le Hiller UH-12 a connu plusieurs engagements militaires, principalement sous les cocardes américaines et françaises.

#### Sous la cocarde américaine

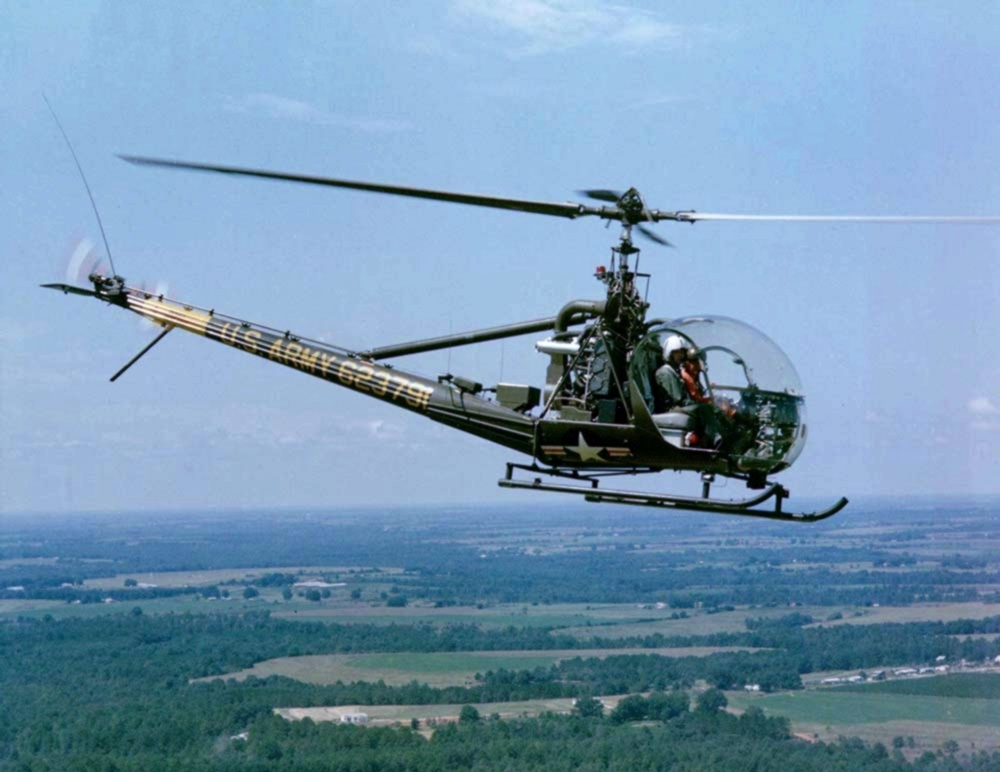
H-23 en vol

##### Guerre de Corée
À l'instar du Bell H-13, le H-23 fut particulièrement utilisé par les militaires américains lors de la Guerre de Corée, et notamment dans le rôle d'ambulance volante au sein des fameux MASH, les Mobile Army Surgical Hospitales qui firent l'objet bien après la guerre d'une adaptation cinématographique satirique. Bien que moins célèbres que les H-13 les H-23 réalisaient le même genre d'évacuation, avec une civière (parfois deux) installée de côté à l'extérieur du cockpit. Tout comme l'appareil de Bell le Raven fut également employé pour régler les tirs d'artillerie. 
La majorité des Raven utilisés en Corée le furent durant toute la guerre. Non armé et relativement lent cet hélicoptère représentait une cible aisée pour l'ennemi.

##### Guerre du Viêt Nam
Le Raven fut un des premiers hélicoptères militaires américains à entrer en action au Viêt Nam. D'abord cantonné à des missions similaires à celles remplies en Corée, il fut petit à petit rendu apte à sa propre défense par l'adjonction d'un armement léger représentant au maximum quatre mitrailleuses légères M60. Les UH-23 demeurèrent dans ce conflit jusqu'à leur total remplacement par le OH-6A Cayuse un hélicoptère bien plus moderne.

#### Sous la cocarde française

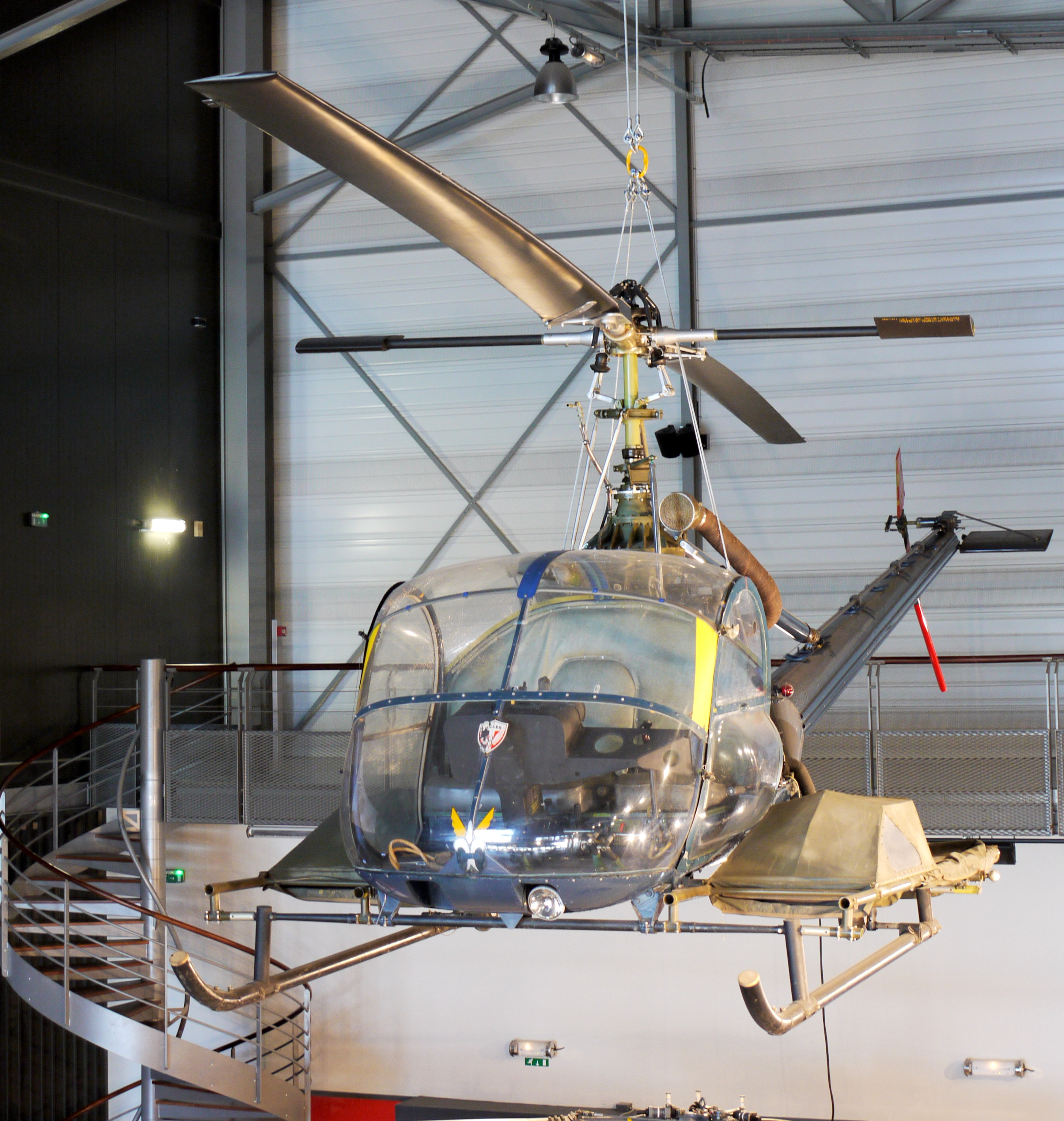
Ancien UH-12 français préservé au Musée de l'Air et de l'Espace du Bourget.

##### Guerre d'Indochine
C'est lors de la Guerre d'Indochine que la France expérimenta pour la première fois l'emploi d'hélicoptères militaires, et le UH-12 Raven était de ceux-là. Comme en Corée avec les Américains ces appareils réalisèrent des missions d'évacuation sanitaire et de réglage des tirs d'artillerie, mais également des missions d'observation et de reconnaissance. Là encore désarmés ils représentaient une cible de choix pour l'ennemi. 
Les deux premiers Hiller furent déployés par les unités du service de santé en février 1950. Les appareils au rôle moins pacifique arrivèrent quant à eux six mois plus tard.
Ils restèrent en Indochine jusqu'en 1954, année de la fin du conflit.

##### Guerre d'Algérie
Lorsque éclata la Guerre d'Algérie la plupart des Hiller UH-12 encore en état de vol en France furent envoyés sur place. Jusqu'à l'arrivée des premières Alouette II les Raven furent avec les Bell 47 les principaux hélicoptères légers français dans la région. Ils volaient en compagnie de machines de transport comme le Sikorsky S-55 ou encore le Vertol H-21, la fameuse Banane Volante.
Par la suite les Raven furent des premiers essais d'armement d'hélicoptères en France, testant et tirant des armes aussi différentes que le missile SS.11, des roquettes en panier ou encore en utilisant des mitrailleuses. Il semble bien que le Raven soit demeuré en Algérie jusqu'à la fin du conflit.

##### Protection civile
En 1957 naissait le  Groupement d'hélicoptère de la sécurité civile (alors désigné comme Protection civile). Le premier essai d'héliportage sanitaire en France métropolitaine a lieu fin 1949 à l’héliport d’Issy-les-Moulineaux avec un Hiller 360 seul appareil, à l'époque, en état de voler en Europe. Suspendu sous l'hélicoptère, de Taddéo est le premier homme à voler dans le ciel de Paris dans cette configuration. Frédéric Curie sera le second[réf. nécessaire]. D'autres essais seront organisés avec un Westland-Sikorsky 51 et un Bell 47G.

## Suisse
Au début des années 1950, alors que l'armée suisse recherche parmi les avions légers ceux utilisables pour l'observation du champ de bataille et la liaison d'artillerie (OCLA), les hélicoptères engagés par l'USAF remplissent parfaitement ces tâches. Dès 1951, l'armée loue un Hiller 12 avec un moniteur pour procéder à des tests. Les tests positifs entraînent l'achat de deux hélicoptères qui sont utilisés par l'OCLA à partir de 1952. En 1954 un des appareils est détruit dans un accident à l'atterrissage. Il est remplacé en 1956 par un appareil d'occasion qui sera aussi détruit à l'atterrissage en 1960. Le dernier Hiller 12 est réformé en 1962 et vendu à une société civile pour être cannibalisé.

## Utilisateurs

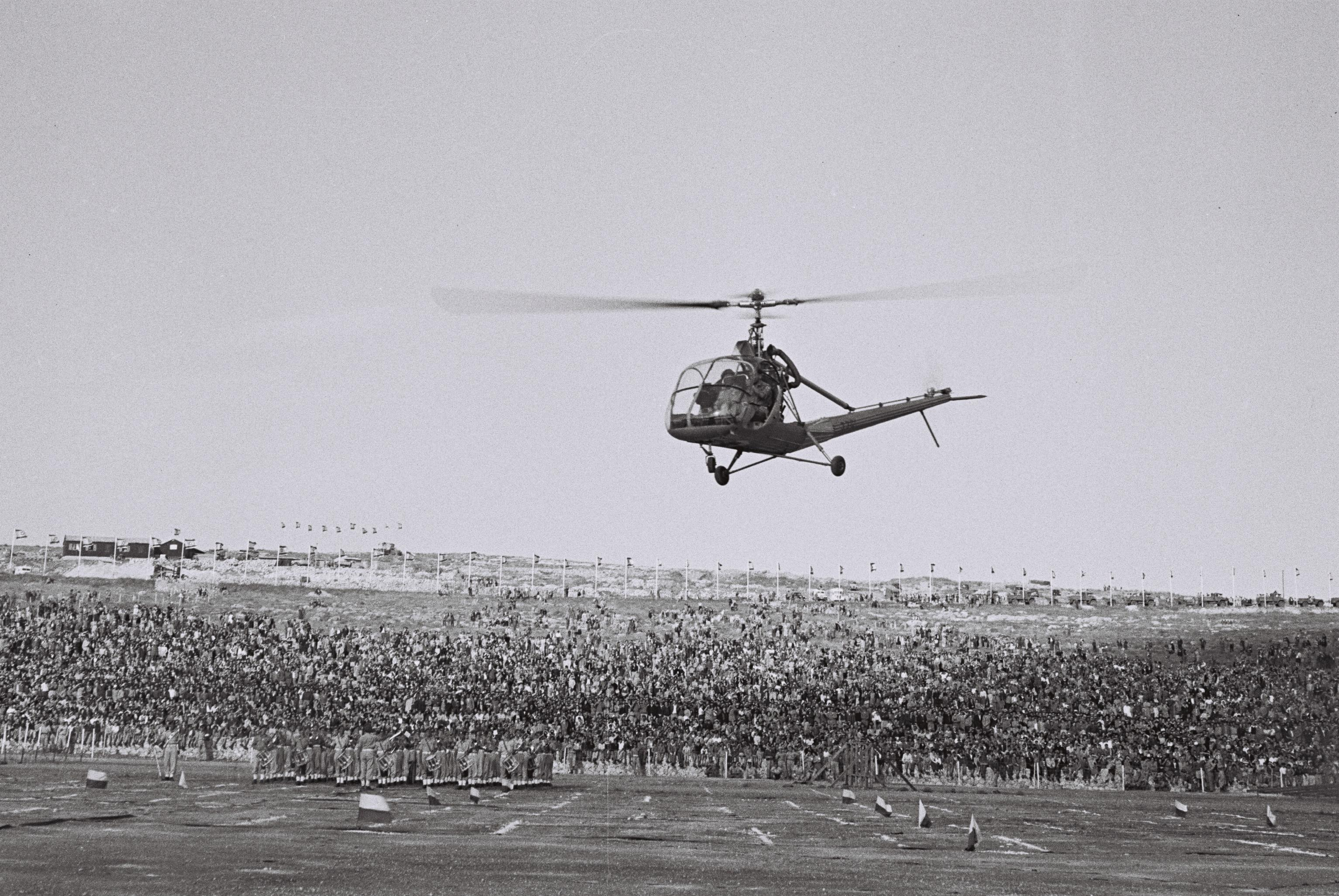
Hiller H-23 israélien en 1952

| - Allemagne de l'Ouest - Heeresfliegertruppe. - Argentine - Comando de Aviación del Ejército Argentino. - Canada (1992-1972, 24 exemplaires) - Armée canadienne - Aviation royale canadienne. - Chili - Fuerza Aérea de Chile. - Colombie - Fuerza Aérea Colombiana. - Dominique - Fuerza Aérea Dominicana. - Égypte - Al-Qūwāt al-Gawwīyä al-Miṣrīyä. - États-Unis - US Army. - US Navy. - US Air Force - France - Armée de l'Air. - Aviation Légère de l'Armée de Terre. - Guatemala - Fuerza Aérea Guatemalteca. | - Indonésie - Tentara Nasional Indonesia Angkatan Udara. - Dinas Penerbangan Tentara Nasional Indonesia Angkatan Laut. - Israël - Heyl Ha'Avir. - Japon - Rikujō Jieitai. - Mexique - Fuerza Aérea Mexicana - Paraguay - Aeronautica Militar Paraguaya. - Pays-Bas - Koninklijke Luchtmacht. - Pérou - Fuerza Aérea del Perú. - Royaume-Uni - Fleet Air Arm - Suisse - Forces aériennes suisses. - Thaïlande - Royal Thai Air Force. - Uruguay - Fuerza Aérea Uruguaya |

## Versions

### Désignations des versions civiles
- Model 360 : Désignation du prototype de la série.
- UH-12A : Désignation de la version de série d'origine doté d'un moteur Franklin O-335-4 de 178 chevaux.
- UH-12B : Désignation d'une version destiné à l'entraînement avancé.
- UH-12C : Désignation d'une version triplace à verrière modifiée.
- UH-12D : Désignation d'une version renforcée du UH-12C.
- UH-12E : Désignation d'une version d'entraînement du UH-12D.
  - UH-12ET : Désignation d'une version modifiée du UH-12E et dotée d'une turbine.
  - UH-12E3 : Désignation d'une version améliorée du UH-12E.
    - UH-12E3T : Désignation d'une version d'entraînement du UH-12E3.

  - UH-12E4 : Désignation d'une version quadriplace du UH-12E.
    - UH-12E4T : Désignation d'une version d'entraînement du UH-12E4.

### Désignation des versions militaires

#### Désignations américaines

##### US Army & US Air Force
- YH-23 : Désignation de l'hélicoptère de présérie pour l'US Army.
- H-23A : Désignation de la première série pour l'US Army et l'US Air Force.
- H-23B : Désignation de la deuxième série pour l'US Army.
- H-23C : Désignation de la troisième série pour l'US Army.
- H-23D : Désignation de la quatrième série pour l'US Army.
- H-23E : Désignation d'une version d'évacuation sanitaire demeurée à l'état de projet.
- H-23F : Désignation d'une version quadriplace pour l'US Army.
- H-23G : Désignation d'une version d'entraînement dérivée du H-23F pour l'US Army.

Il est à noter qu'en 1962 les appareils encore en état de vol reçurent une lettre préfixe O, devenant ainsi OH-23A, OH-23B, OH-23C, OH-23D, OH-23F, et OH-23G. Ce préfixe insistait sur la mission d'observation.

##### US Navy
- HTE : Désignation de l'hélicoptère de présérie pour l'US Navy.
- HTE-1 : Désignation de la première version de série d'entraînement pour l'US Navy.
- HTE-2 / Désignation de la seconde version de série d'entraînement pour l'US Navy.

Il est à noter qu'en 1962 les HTE-1 et HTE-2 furent respectivement renommés TH-23A et TH-23B montrant ainsi leur mission d'entraînement.

#### Désignations étrangères
- CH-112 Nomad : Désignation attribuée aux appareils en service au Canada.
- Hiller HT Mk-1 : Désignation attribuée à la première série d'appareils en service au Royaume-Uni.
- Hiller HT Mk-2 : Désignation attribuée à la seconde série d'appareils en service au Royaume-Uni.

## Dans la culture populaire

### Cinéma
Le Hiller UH-12 apparaît notamment dans les films suivants :
- Fantômas contre Scotland Yard[9]
- Goldfinger[10]
- Je l'ai été trois fois[11]
- From Russia with love (james bond)

### Séries télés
Le Hiller UH-12 apparaît aussi dans des séries télés :
- épisode 16 de la saison 1 de la série Alfred Hitchcock présente[12]

## Lien
Chaine Youtube du propriétaire savoyard d'un UH-12B, basé sur l'aérodrome d'Albertville

### Remarques
Sur cet hélicoptère la désignation UH de UH-12 ne signifie pas Utility Helicopter comme sur le Bell UH-1 Iroquois mais United Helicopter.